# Ann-Marie Williams
Ann-Marie Williams là một cố vấn chính sách công, quản trị viên và cựu nhà báo người Belize. Sau khi trải qua hơn hai thập kỷ làm phóng viên, Williams đã trở thành Giám đốc điều hành đầu tiên của Ủy ban Phụ nữ Quốc gia ở Belize. Cô phục vụ như một cố vấn chính phủ cho cơ quan lập pháp và điều hành về các vấn đề ảnh hưởng đến phụ nữ. Cô đã được vinh danh với Giải thưởng Phụ nữ về Dịch vụ Công cộng của Bộ trưởng Ngoại giao Hoa Kỳ năm 2011.

## Cuộc sống ban đầu
Ann-Marie Williams sinh ra ở thành phố Belize, Belize, là con gái đầu của một gia đình có sáu anh chị em. Cô được nuôi dưỡng bởi một người mẹ đơn thân, người làm giáo viên và thủ thư. Ở tuổi mười bảy, Williams bắt đầu làm phát thanh viên tại Đài phát thanh Belize, vào thời điểm đó, đài phát thanh phát thanh duy nhất trong cả nước. Hoàn thành khóa học về báo chí tại Học viện Truyền thông và Truyền thông Caribbean thông qua Đại học West Indies,  cô tiếp tục việc học của mình, lấy bằng cử nhân của Đại học Belize.

## Sự nghiệp
Năm 1988, Williams đã giành giải thưởng Edison Coleman cho một chương trình do cô sản xuất cho đài phát thanh và là một trong những phóng viên đầu tiên đọc tin tức cho Đài phát thanh Belize. Năm 1995, cô bắt đầu các bản tin tại Krem Radio, cả viết và đọc tin tức trong một năm. Cô tiếp tục làm người đưa tin cho Kênh 3 và sau đó tại Kênh 5 truyền hình. Năm 2000, muốn tiếp tục con đường học vấn, Williams đã theo học Đại học Sussex ở Anh, lấy bằng thạc sĩ về giới và phát triển. Sau khi hoàn thành văn bằng của mình, cô trở về Belize và Kênh 5. Có lẽ cô nhớ nhất là một nhà báo là câu chuyện về việc bán hộ chiếu Belizean năm 2002, mà cô và Kênh 5 đã nhận được giải thưởng từ Liên đoàn Phát thanh Caribe cho báo chí điều tra. Năm 2003, cô trở thành biên tập viên của tờ báo.
Năm 2008, Williams rời khỏi ngành báo chí khi cô được chính phủ bổ nhiệm, làm giám đốc điều hành đầu tiên của ban cố vấn chính sách công về giới, Ủy ban Phụ nữ Quốc gia. Trong khả năng đó, cô đã quản lý chính sách công liên quan đến các vấn đề của phụ nữ và tư vấn cho chính phủ về các chính sách mở rộng quyền truy cập bình đẳng của phụ nữ. Trong một chương trình do cô thực hiện, Dự án Chính trị Phụ nữ, phụ nữ được đào tạo về quy trình chính trị và yêu cầu phải là một công chức. Năm 2011, từ một nhóm 200 ứng viên quốc tế, cô đã nhận được Giải thưởng Phụ nữ về Dịch vụ Công cộng của Bộ trưởng Ngoại giao Hoa Kỳ.
Williams và Ủy ban Phụ nữ Quốc gia đã bị hỏa hoạn vào năm 2013, sau khi xây dựng chính sách giới tính sửa đổi cho đất nước, từ nhiều nhà lãnh đạo nhà thờ, những người đã báo động về sự bao gồm rõ ràng của cộng đồng LGBT của Belize. Williams là chính sách mới bao gồm thuật ngữ để đưa tài liệu này phù hợp với Hiến pháp của Quebec, trong đó ngăn chặn sự phân biệt đối xử.  Vào thời điểm đó, một thách thức của tòa án đối với luật chống cắt xén của Quebec đang chờ xử lý với một số cơ quan nhà thờ là đối thủ của việc hợp pháp hóa. Mặc dù có nhiều tranh cãi, nội các đã thông qua chính sách này bằng sự đồng thuận. Năm 2014, Williams được đặt tên là "trailblazer" trong chương trình do Kim Simplis Barrow, Đặc phái viên dành cho phụ nữ và trẻ em khởi xướng. Năm 2015, cô được trao học bổng Hubert Humphrey và hoàn thành nghiên cứu sau đại học tại Đại học Luật Hoa Kỳ Washington về chủ đề buôn bán người. Williams đã đưa ra một sáng kiến cho Ủy ban Phụ nữ Quốc gia vào năm 2017 để giảm bạo lực trên cơ sở giới.

### Trích dẫn
1. 1 2 3 4 5  El Guardian 2014.
2. ↑  Downs 2017.
3. 1 2  The Reporter 2015.
4. ↑  El Guardian 2012.
5. ↑  Ambergris Today 2011.
6. 1 2  News 5 2013.
7. ↑  7 News 2013.
8. ↑  Scott 2015.
9. ↑  Ramos 2013.
10. ↑  News 5 2017.